# محمية الأحراش
الأحراش محمية تقع في الركن الشمالي الشرقي لمصر وعلى بوابة حدودها مع فلسطين وتصل مساحتها حوالي 6 كم2 من مناطق الكثبان الرملية التي يصل ارتفاعها إلى حوالي 60 مترًا عن سطح البحر. وتعد المنطقة أحد المصادر التي تسعى الدولة للحفاظ عليها وحمايتها كأحد المناطق المتوقع أن يكون لها آثار إيجابية على حماية التربة والغطاء النباتي الكثيف وموارد المياه والحيوانات الثديية والزواحف والطيور البرية المقيمة والمهاجرة.